# HTV-2
HTV-2, 또는 고노토리 2호기(일본어: こうのとり2号機)는 일본 우주항공연구개발기구가 2011년 1월 22일에 쏘아올린 두 번째 우주 스테이션 보급기(HTV)로, 이전 임무와 마찬가지로 국제우주정거장에 보급을 실시한 후, 폐기물 등을 싣고 대기권에 재돌입하여 완전히 연소했다.

## 특징
일본의 우주 스테이션 보급기 시리즈의 두 번째 기체로, 시리즈의 첫 번째 기체이자 실험기였던 HTV-1의 운용을 바탕으로한 HTV 운용기의 첫 기체이다.
HTV-1에서의 변경점은 아래와 같다.
- 가압부 내 화물 탑재량 확장 : 공기계통과 조명장치의 위치를 변경하여 화물 탑재량을 늘렸다.
- 내장장치의 국산화 : 가압 보급 캐리어 내부의 조명장치 4개 중 2개를 일본산 LED조명장치로 바꾸었다.(남은 2개는 국제우주정거장이 사용하는 형광등을 그대로 유지했다.) 이 조명장치들은 HTV가 국제우주정거장으로부터 분리되기 전 뜯어내어 예비 장치로 보관된다. 근거리 통신 장치의 한 쪽을 일본산으로 바꾸었다.
- 시험 운용 절차의 삭제 : HTV-1은 국제우주정거장에 도킹하기 전, 시험기로서 본격적인 운용에 대비해 시험 운용 절차가 있었다. 그러나 HTV-2부터는 운용기인 만큼 일차 전지의 수를 11개에서 7개로 4개 줄임과 동시에 추진제의 탑재량을 줄여 HTV-2의 화물탑재량을 4.5t에서 최대 6.0t까지 끌어 올렸다.
- 이외에도 HTV 보급 랙의 화물탑재량 증가, 일차 전지의 성능 향상(175Ah에서 200Ah로), 유도 제어 소프트웨어 개량, 항법 센서 소프트웨어 개량, RCS 추진기의 온도 급상승 대책으로 온도 센서를 내열 성능이 뛰어난 백금 센서로 교체하는 등의 개량을 거쳤다.

## 화물
HTV-2는 가압부 4.0t, 비가압부 1.3t, 총 5.3t의 화물을 실었다.

### 가압부
가압부에는 우주 시스템 부품 51%, 식료품 24%, 과학 실험 재료 10%, 승무원용 물자 8%, 물 7%를 탑재했다. 이 중엔 경사로 랙과 다목적 실험 랙도 탑재되어 있었다.
경사로는 고온 전기로에 유용한 고품질의 결정을 대규모로 만드는데 사용된다. 다목적 실험 랙은 이름대로 다양한 목적을 위해 사용되고, 워크 볼륨, 워크 벤치, 소형 실험 에리어, 총 3개로 구성되어 있다. 워크 볼륨에는 수중생물에 대한 실험이 계획되어 있었는데, 미세한 중력과 우주 방사선의 영향을 알아보기 위해 작은 물고기를 번식할 예정이였다.
HTV-2가 국제우주정거장에 도킹한 이후, 경사로 랙과 다목적 실험 랙은 키보 모듈로 옮겨졌다.

### 비가압부
비가압부의 선외실험장치탑재용 팔레트에는 미국 항공 우주국의 FHRC(Flex Hose Rotary Coupler)와 화물 운송 컨테이너 2대를 탑재했다. 이 화물들은 덱스터를 이용해 ELC-4에 장착되었다.

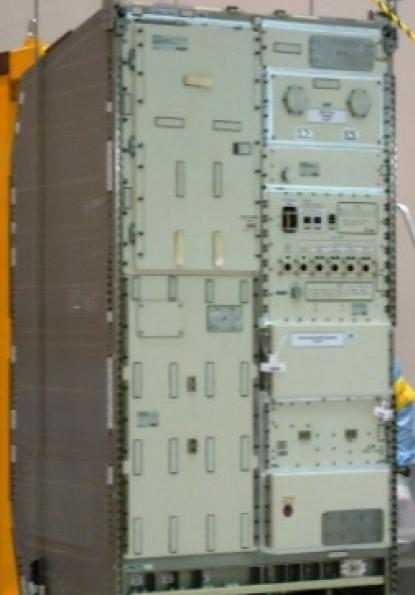
경사로 랙
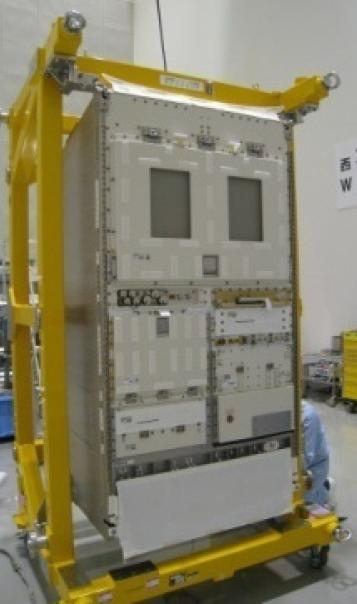
다목적 실험 랙
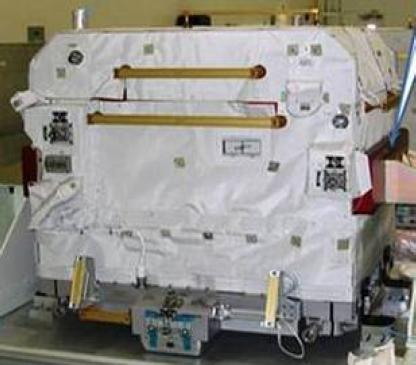
화물 수송 컨테이너

## 운용
HTV-2의 운용 일정은 STS-133의 영향을 크게 받았다. STS-133은 원래 HTV-2보다 빠른 2010년 9월에 발사될 계획이었지만, 발사가 여러 차례 연기되며 최종적으로 2011년 2월에 발사되었다. HTV-2는 원래 일정상 40일만 도킹할 것이였지만, HTV는 화물을 국제우주정거장에 보냄과 동시에 국제우주정거장에서 발생한 폐기물을 처리하기 때문에 우주왕복선보다 더 나중에 국제우주정거장을 떠나야 했다. 그래서 설계 수명을 최대한 끌어쓴 60일간 도킹으로 변경되었다. 또한 선외실험장치탑재용 팔레트는 ELC-4에 설치될 것이 있었는데, STS-133의 지연으로 ELC-4가 아직 도착하지 않았기 때문에 덱스터 로봇팔이 장착할 외부 모듈을 잡은 채로 STS-133을 기다릴 필요가 있었다.

### 발사 및 랑데부

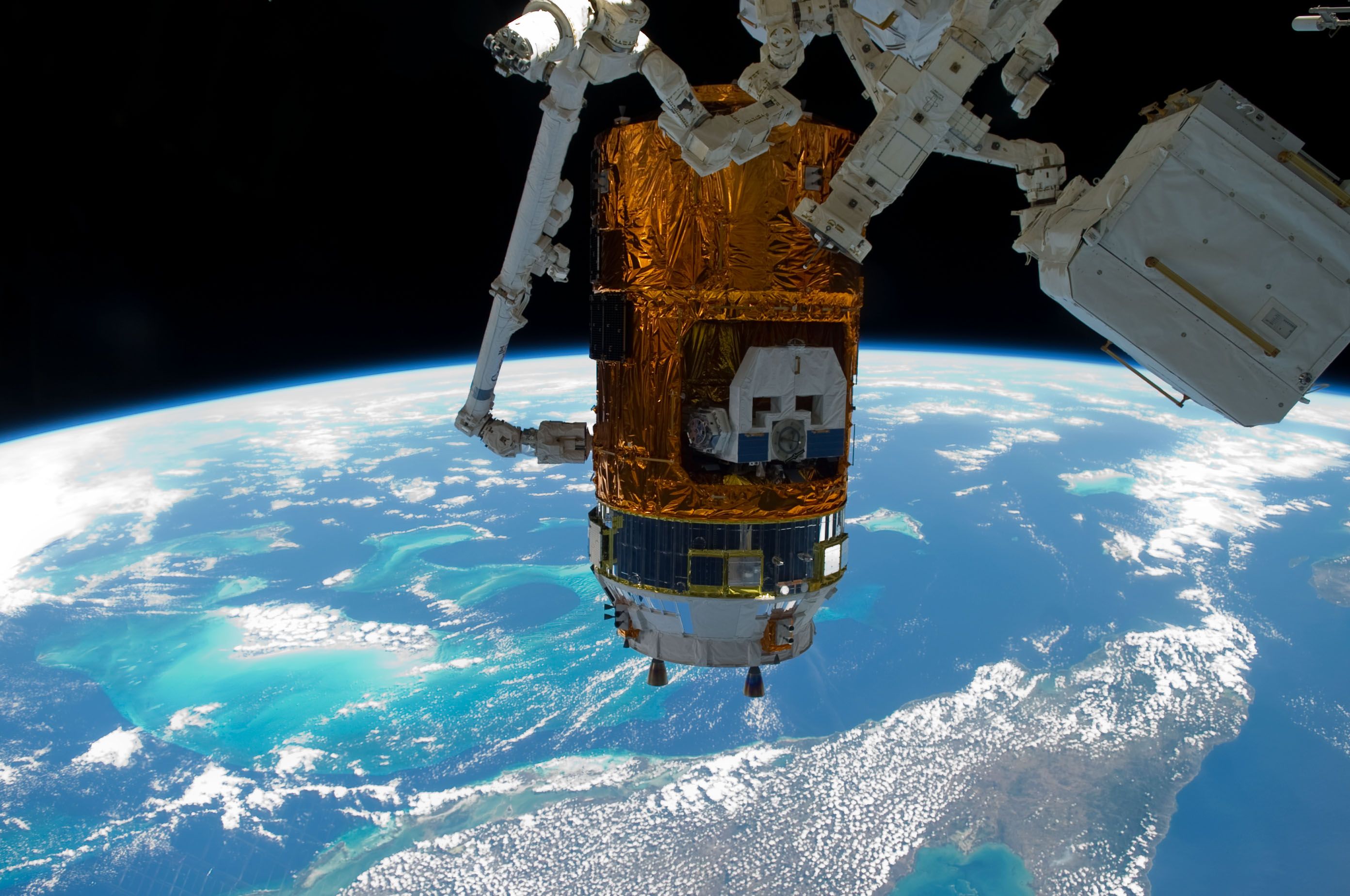
캐나다암2가 천장측 포트에 결합되어있던 HTV-2를 천저측 포트로 되돌리고있다. 2011년 3월 10일 촬영.

HTV-2는 원래 2011년 1월 20일에 발사할 계획이었으나, 기상 상황 악화로 인해 2일 지연되었다. 그렇게 2011년 1월 22일 05시 37분 57초(UTC), HTV-2를 실은 H-IIB가 다네가시마 우주 센터에서 발사됐다. 그 뒤 1월 27일 6시경 국제우주정거장을 향한 랑데부 비행을 시작하고, 11시 47분, 국제우주정거장의 캐나다암2가 남인도양 354km 상공에서 HTV-2호를 포획했다. 캐나다암2에게 포획된 HTV-2는 하모니의 천저측 포트와 도킹했다. 또한 캐나다암2의 조작은 캐서린 콜맨과 파울로 네스폴리가 관측 모듈 큐폴라의 로봇 워크 스테이션에서 진행했다. 이와 같은 국제우주정거장과 HTV-2의 도킹 작업은 14시 51분에 완료되었다.

### 도킹 중의 작업
HTV-2가 도킹되어 있는 동안, 승무원들이 가압부의 화물을 꺼냈다. 처음엔 하모니의 천저층 포트에 HTV가 결합되어 있었지만 STS-133 디스커버리 우주왕복선과의 간섭을 피하기 위해 STS-133 발사 이틀 전인 2월 18일에 천장층 포트로 옮겼다.
또한 이 기간에는 HTV보다 먼저 프로그레스 우주선과 소유스 TMA-20, 소유스 TMA-01M이 도킹해 있었고, 2월 24일 요하네스 케플러 ATV가, 2월 26일 STS-113 디스커버리가 국제우주정거장에 도킹했는데, 이는 왕복선의 퇴역과 현역 우주선들의 총출동이라는 점에서 우주 개발의 국제 협력을 상징하는 이벤트가 되었다.
STS-133 디스커버리가 지구로 귀환하고난 후 2011년 3월 10일, 국제우주정거장의 승무원이 HTV-2를 천장측 포트에서 천저측 포트로 다시 옮겼다. 이 과정은 11시 49분(UTC)에 시작되어 16시 19분(UTC)에 천저측으로 옮겨졌으며 18시 55분(UTC)에 가압과정, 전기 케이블 연결과정을 마쳐 총 5시간에 이르는 이동 작업이 완료되었다.
HTV-2가 국제우주정거장에 도킹되어 있던 중인 3월 11일, 도호쿠 지방 태평양 해역 지진이 일어나, HTV-2를 관리하던 쓰쿠바 지상 관제 센터의 파손으로, 일시적으로 미국 항공 우주국이 담당했다. 이후 쓰쿠바 지상 관제 센터는 3월 22일에 다시 복구되어 운용을 재개했다.

### 국제우주정거장의 승무원
HTV-2가 임무를 수행할 때, 국제우주정거장엔 엑스퍼디션 26의 멤버들이 있었다.

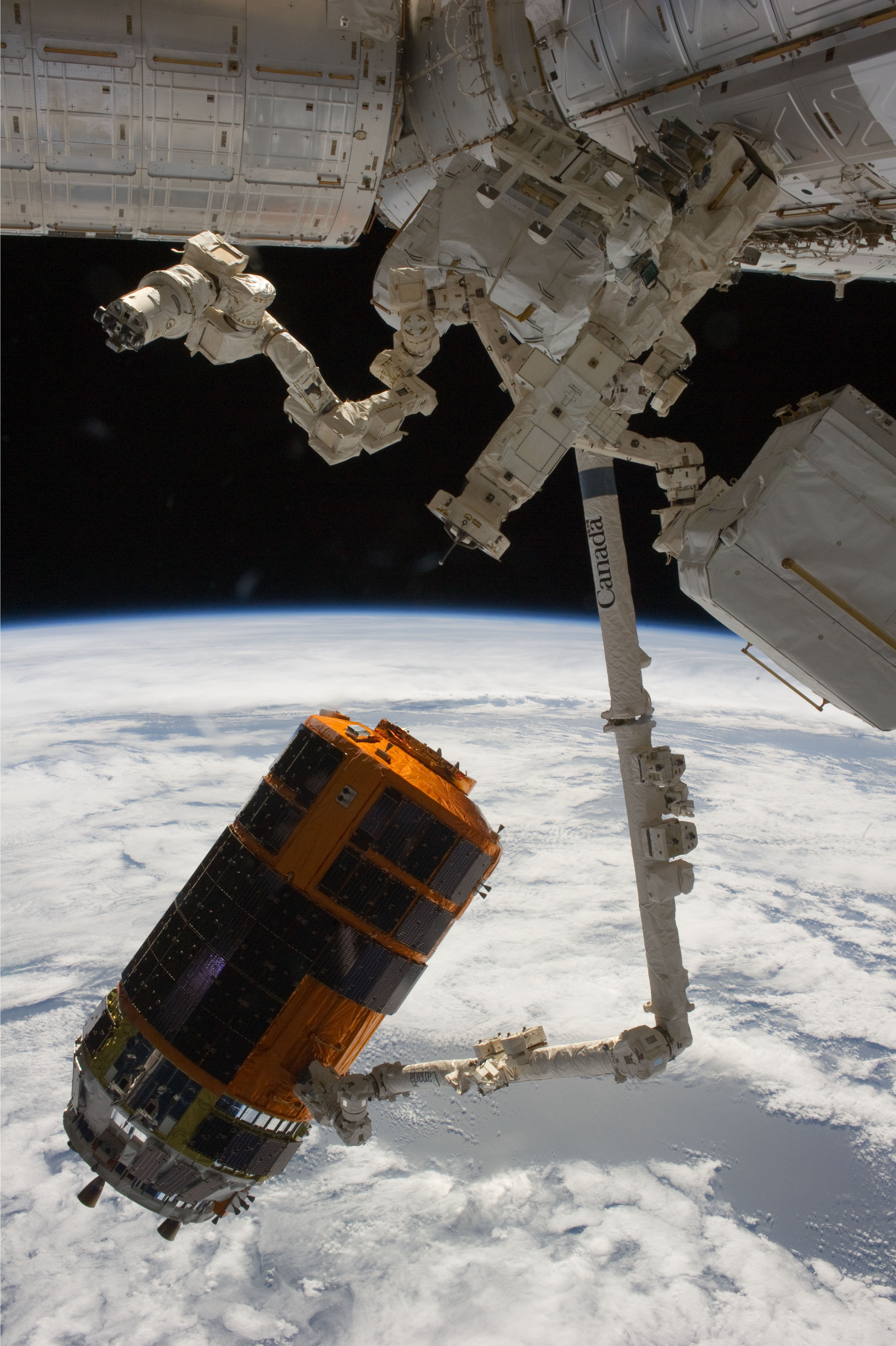
2011년 3월 28일, HTV-2가 국제우주정거장으로부터 분리될 때의 사진.

- 스콧 켈리 : NASA, 선장
- 알렉산더 칼레리 : FKA
- 올렉, 스크리포츠카 : FKA
- 디미트리 콘드라쳬프 : FKA
- 캐서린 콜먼 : NASA
- 파올로 네스폴리: ESA

### 도킹 해제와 대기권 재돌입
3월 28일, 2개월에 달하는 기간이 지나, 15시 29분(UTC), 로봇 팔에 의해 HTV-2는 도킹포트와 결합이 해제되었다. 15시 46분(UTC)부터 스스로 움직일 수 있게 되었다. 이 후 3월 30일 03시 09분(UTC)에 지구 대기권에 재돌입했다.

## 기타
임무 기간 중(3월 11일) 발생한 도호쿠 지방 태평양 해역 지진의 영향으로, 쓰쿠바 우주 센터도 피해를 입어, 우주 관제를 일시 중단했고, 이에 따라 미국 항공 우주국의 협력 하에 존슨 우주 센터에서 운용을 이어나갔다. 국제우주정거장과 도킹 해제는 쓰쿠바에서 국제우주정거장의 HTV-2와 직접 교신할 필요가 있기 때문에, 도킹을 해제하는 일정을 바꿔야 할수도 있었지만, 예정대로 임무를 수행하려는 관계자의 노력으로 3월 22일 쓰쿠바에서 정기 운용을 재개했다.

당시 국제우주정거장에 있던 파올로 네스폴리는 종이학을 접어 HTV-2에 넣어두고 다음과 같은 말을 남겼다.
"작은 종이학을 접었어요. 아마 전 세계에선 미래에 대한 희망을 담은 수백만 마리의 학이 접혀있을거에요. HTV-2가 가져온 모자이크 포스터엔 "Carry Hope, to the Space, for the Furute"(희망을 우주로, 미래를 위하여)라고 쓰여져 있었는데, 이것은 대재해가 일어난 지금 일본에 보내야 할 말이라고 생각해요. 일본이 지금의 상황에서 빨리 벗어나 다시 빛을 되찾기를 바랍니다."
 — 파올로 네스폴리

## 같이 보기
- 우주 스테이션 보급기